# Маріка південна
Ма́ріка південна (Cinnyris chalybeus) — вид горобцеподібних птахів родини нектаркових (Nectariniidae). Мешкає в Південній Африці.

## Опис

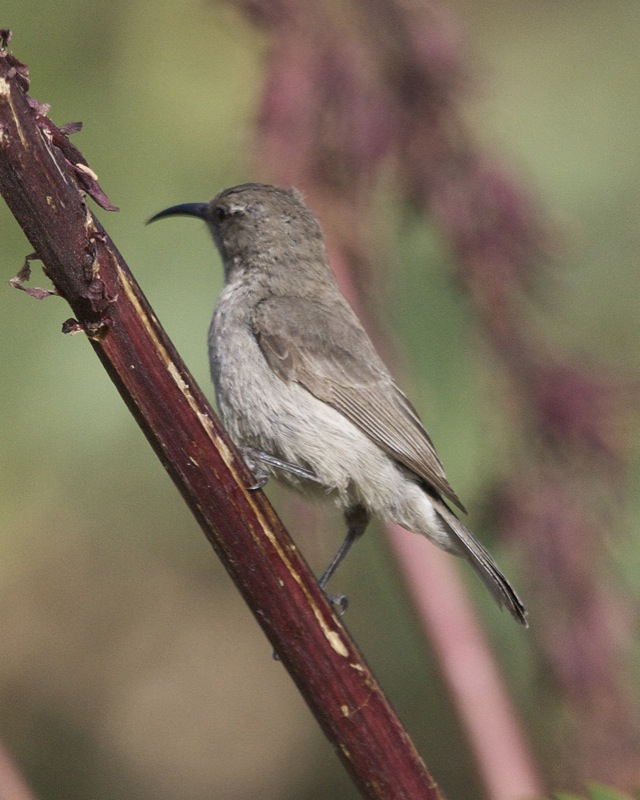
Самиця півднної маріки

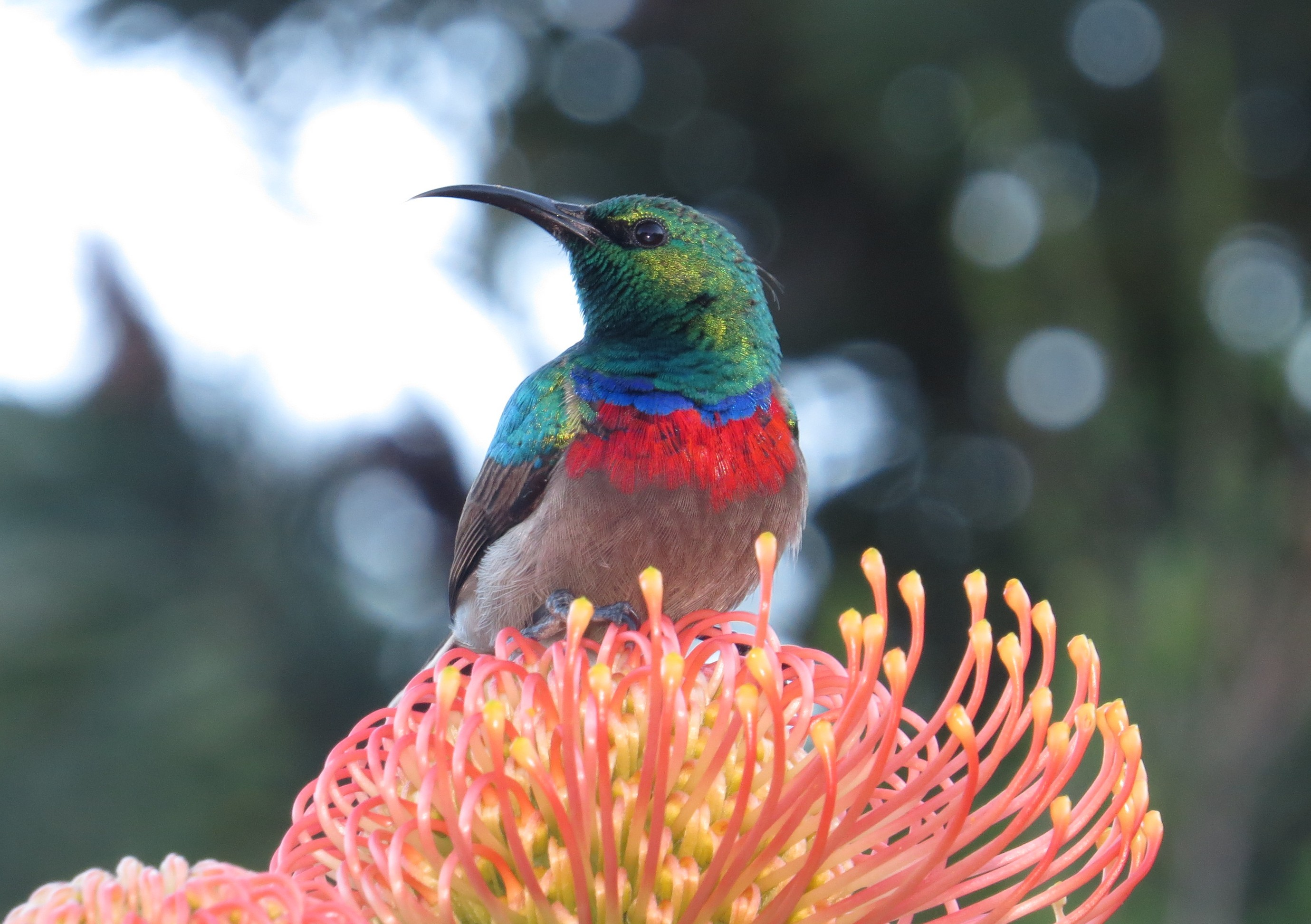
Самець південної маріки (Кірстенбош, ПАР)

Довжина птаха становить 12 см. У дорослих самців голова, горло, верхня частина грудей і спина зелені, металево-блискучі. На грудях широкий червоний, металево-блискучий комірець, відділений від зеленої верхньої частини грудей вузькою металево-блискучою синьою смугою. Решта нижньої частини тіла білувата. Плечі поцятковані жовтуватими плямками. Дзьоб чорний, довгий і вигнутий. Очі темно-карі, лапи чорні. Самець південної маріки відрізняється від самця червоногрудої маріки меншими розмірами, вужчим червоним «комірцем» і коротшим дзьобом.
Самиці південної маріки мають коричневу верхню частину тіла і жовтувато-сіру нижню частину тіла. Молоді птахи подібні до самиць. Нижня частина тіла у самиць південної маріки є сірішою, ніж у самиць капських нектарок, і тьмянішою, ніж у самиць брунатних нектарок.

## Підвиди
Виділяють два підвиди:
- C. c. subalaris Reichenow, 1899 — схід ПАР;
- C. c. chalybeus (Linnaeus, 1766) — південь Намібії і захід ПАР.

## Поширення і екологія
Південні маріки поширені в Південно-Африканській Республіці, Намібії, Лесото і Есватіні. Вони живуть у фінбоші і кару, в чагарникових заростях поблизу річок і струмків, в садах. Зустрічаються поодинці, парами або невеликими зграйками. Живляться переважно нектаром, а також (особливо пташенята) комахами і павуками. Сезон розмноження триває з квітня по грудень, в залежності від регіону. Гніздо овальне, закрите з бічним входом, робиться з трави, лишайників та іншого рослинного матеріалу, скріплюється павутинням, встелюється шерстю, пухом і пір'ям.